# Fruthwilen
Fruthwilen är en ort i kommunen Salenstein i kantonen Thurgau i Schweiz. Den ligger cirka 8 kilometer väster om Kreuzlingen. Orten har 648 invånare (2021).
Orten var före den 1 juni 1979 en egen kommun, men inkorporerades då tillsammans med Mannenbach in i kommunen Salenstein.